# Mundybasch
Mundybasch (russisch Мундыба́ш) ist eine Siedlung städtischen Typs in der Oblast Kemerowo in Russland mit 5097 Einwohnern (Stand 14. Oktober 2010).

## Geographie
Der Ort liegt etwa 250 km Luftlinie südsüdöstlich des Oblastverwaltungszentrums Kemerowo in der Mittelgebirgslandschaft Bergschorien. Östlich der Ortsmitte mündet der Fluss Telbes von rechts in den namensgebenden Fluss Mundybasch, und dieser dann nach einem guten Kilometer am westlichen Ortsrand ebenfalls von rechts in den Tom-Nebenfluss Kondoma.
Mundybasch gehört zum Rajon Taschtagolski und befindet sich etwa 60 km nordwestlich von dessen Verwaltungszentrum, der Siedlung städtischen Typs Taschtagol. Der Ort ist Sitz der Stadtgemeinde Mundybaschskoje gorodskoje posselenije, zu der außerdem die Siedlungen (possjolok) Podkatun (7 km nördlich) und Telbes (7 km östlich; 1932–1966 ebenfalls Siedlung städtischen Typs) gehören.

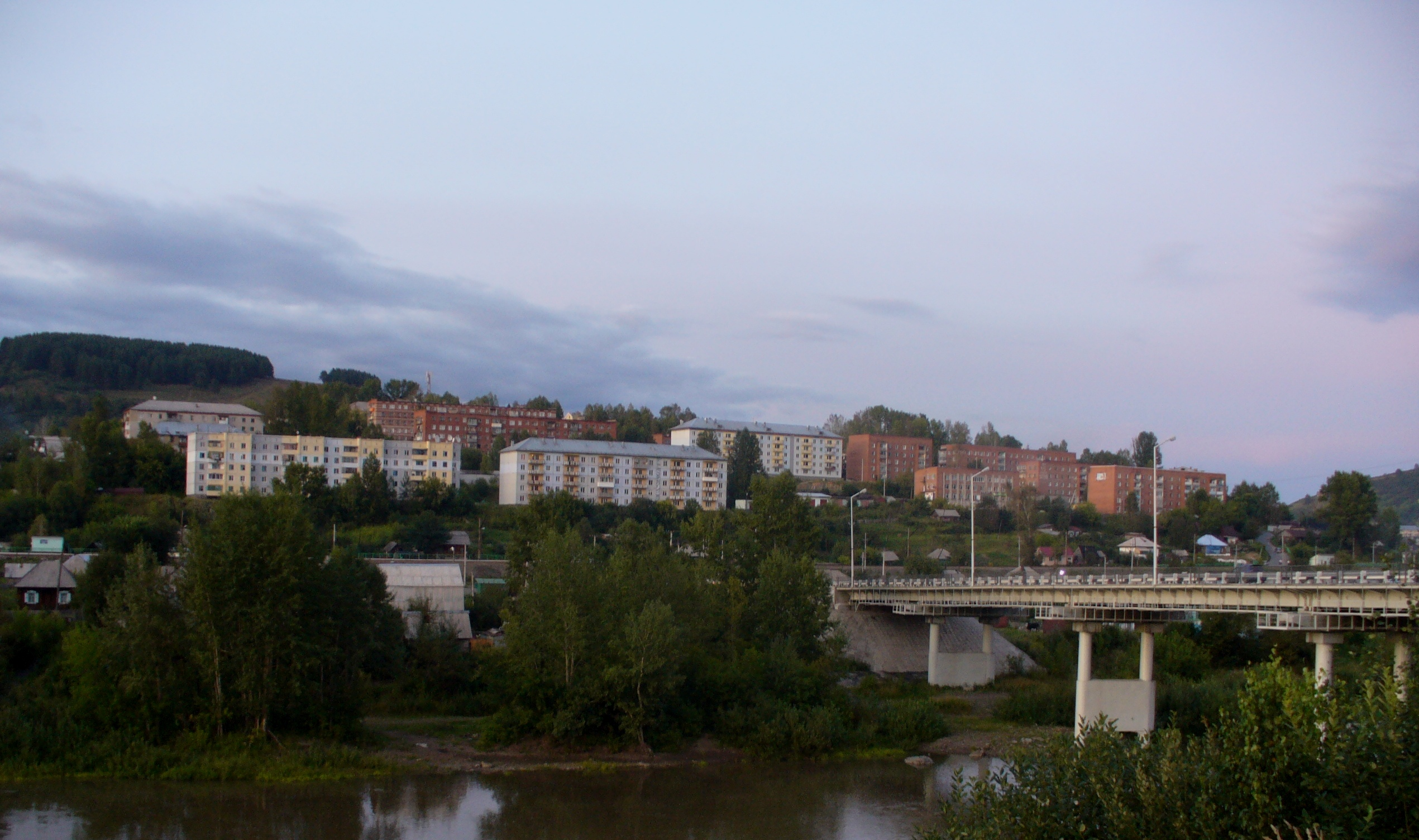
Ortsmitte und Brücke über den Fluss Mundybasch
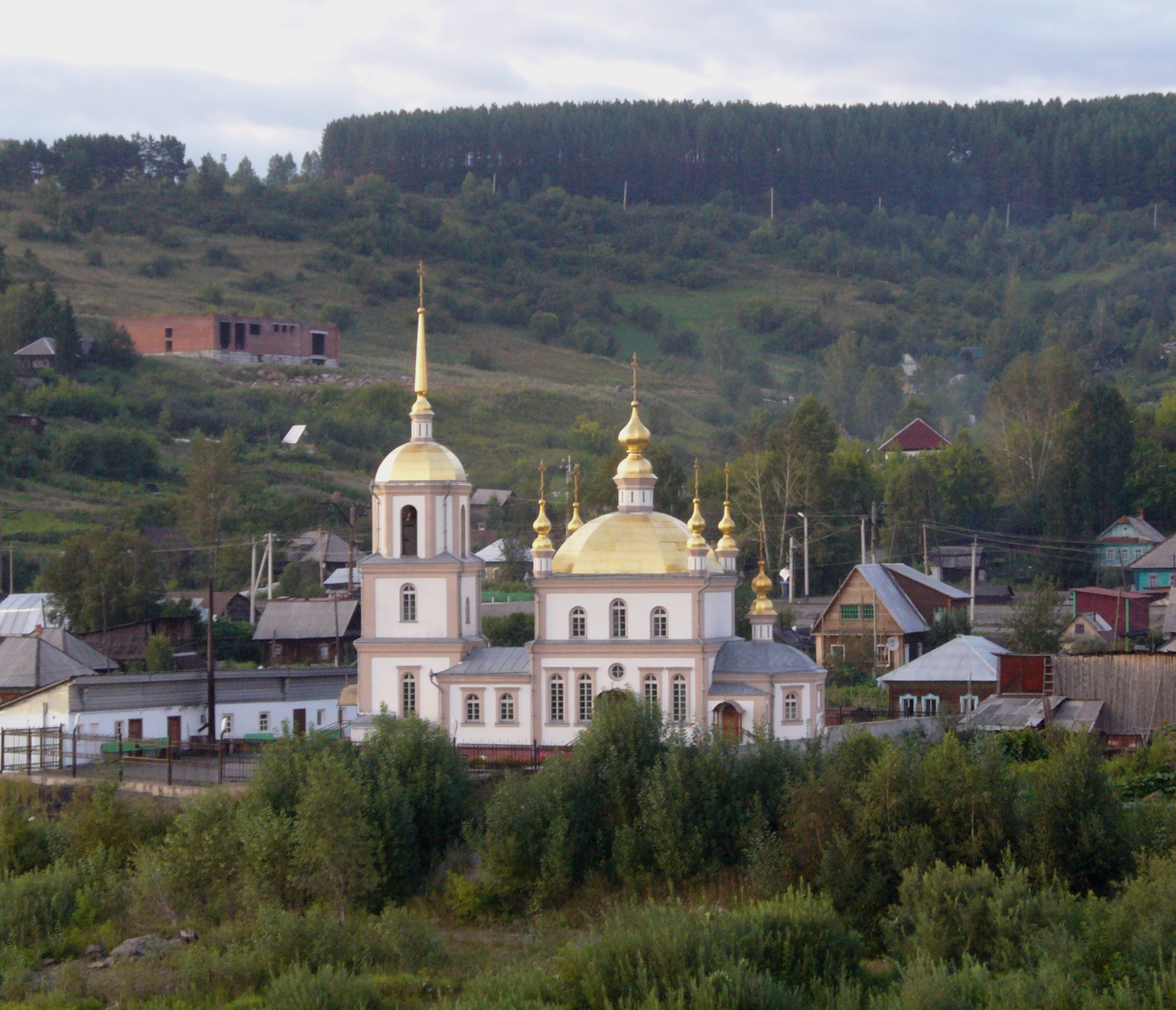
Kirche in Mundybasch
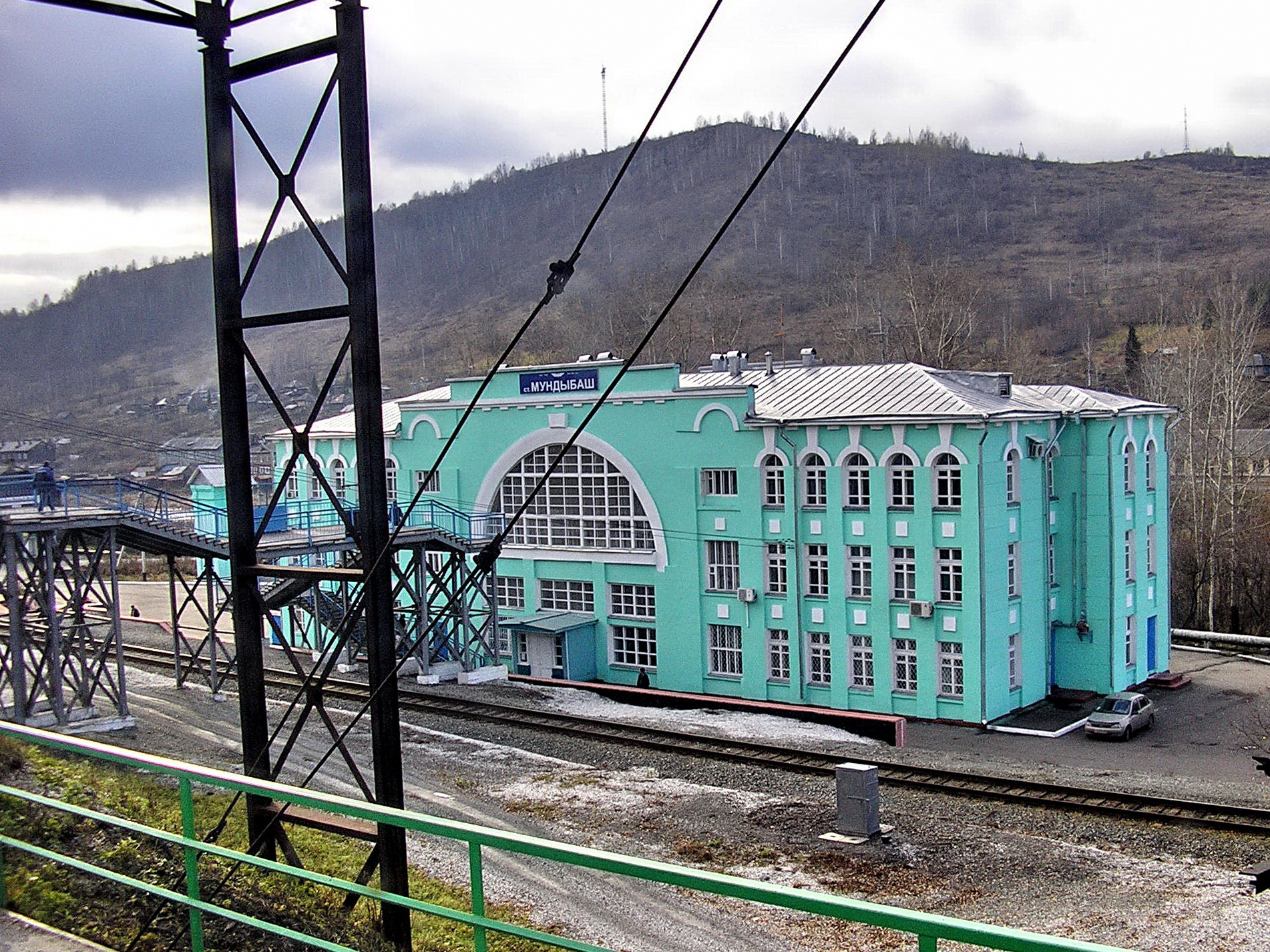
Bahnhof Mundybasch

## Geschichte
Der Ort entstand unweit einer kleinen schorischen Ansiedlung, die in Dokumenten einer 1920 durchgeführten regionalen Volkszählung als Mundybaschski geführt wurde und zu dem Zeitpunkt neun Einwohner hatte, nachdem um 1930 bei der nahen Siedlung Telbes mit der Erschließung eines Eisenerzvorkommens begonnen worden war. Als Gründungsjahr gilt 1932, und bereits am 15. Mai 1934 wurde Mundybasch der Status einer Siedlung städtischen Typs verliehen.
Am östlichen Ortsrand wurde eine Erzanreicherungsfabrik errichtet, zu der das Erz vom Bergwerk Telbes über eine Seilbahn transportiert wurde. Aus Richtung Nowokusnezk wurde eine Bahnstrecke herangeführt, die 1936 den regulären Betrieb aufnahm und 1940 nach Taschtagol verlängert wurde. Nachdem sich eine Erschöpfung der Erzvorräte in Telbes abgezeichnet hatte, wurde einige Kilometer südlich der Tagebau Odra-Basch erschlossen und 1941 in Betrieb genommen. Das Bergwerk Telbes wurde schließlich 1948 geschlossen, ebenso der Tagebau Odra-Basch 1965. In Folge der Einstellung der Bergbautätigkeit in der näheren Umgebung ging die Einwohnerzahl des Ortes ab den 1960er-Jahren stark zurück, wenngleich die Anreicherungsfabrik als größtes Unternehmen in Mundybasch bis heute (Stand 2020) Erz aus weiter entfernten Bergwerken verarbeitet, wie etwa Temirtau.

### Bevölkerungsentwicklung
| Jahr | Einwohner |
| ---- | --------- |
| 1939 | 11.055    |
| 1959 | 12.171    |
| 1970 | 9.497     |
| 1979 | 7.530     |
| 1989 | 6.915     |
| 2002 | 6.019     |
| 2010 | 5.097     |

Anmerkung: Volkszählungsdaten

## Verkehr
Mundybasch besitzt eine Bahnstation bei Kilometer 469 der Strecke Jurga – Topki – Nowokusnezk – Taschtagol, die seit 1969/1970 elektrifiziert ist.
Durch die Siedlung verläuft die Regionalstraße 32K-197, die in Kusedejewo von der 32R-176 – Teil der Verbindung zwischen Nowokusnezk und Bijsk in der benachbarten Region Altai – abzweigt und weiter über Temirtau in das Rajonverwaltungszentrum Taschtagol führt. 